# Světové dědictví

Znak světového dědictví

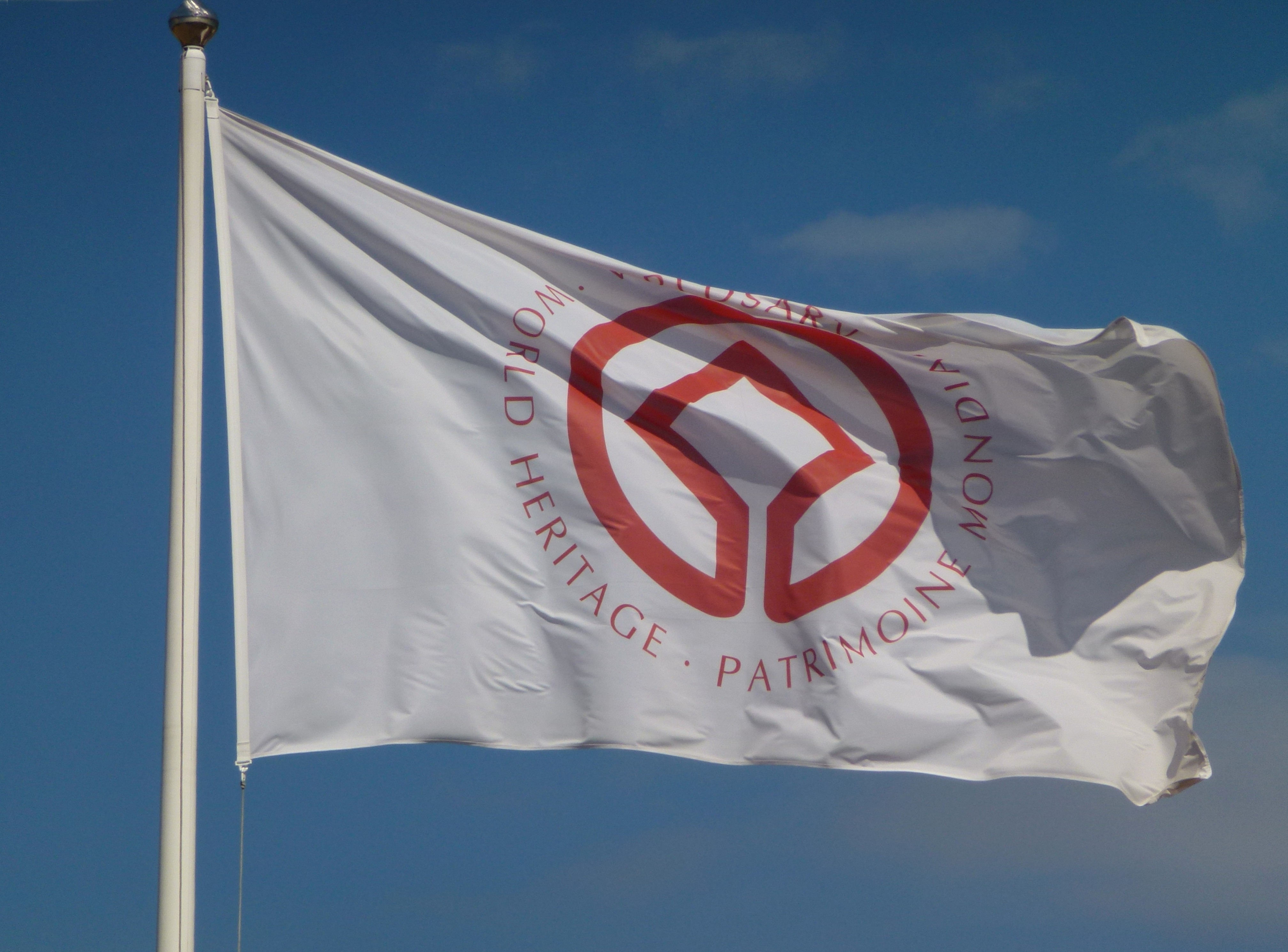
Vlajka světového dědictví

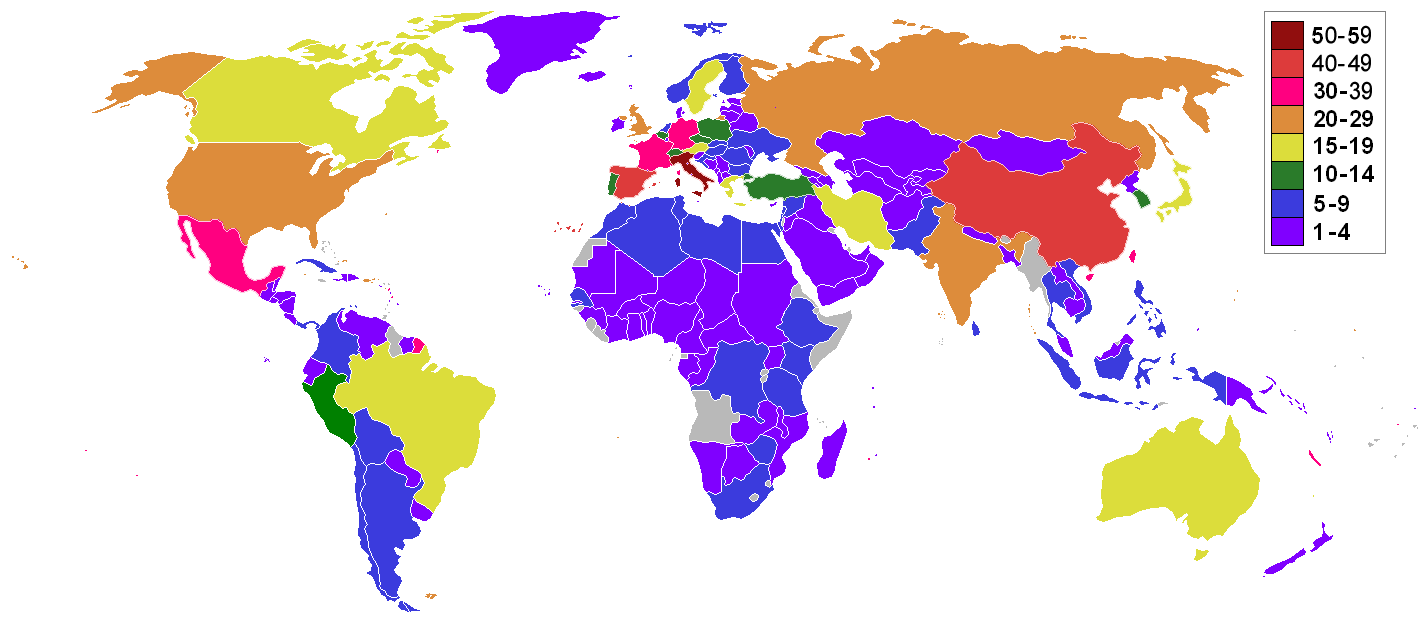
Mapa zobrazující počet památek světového dědictví v jednotlivých státech

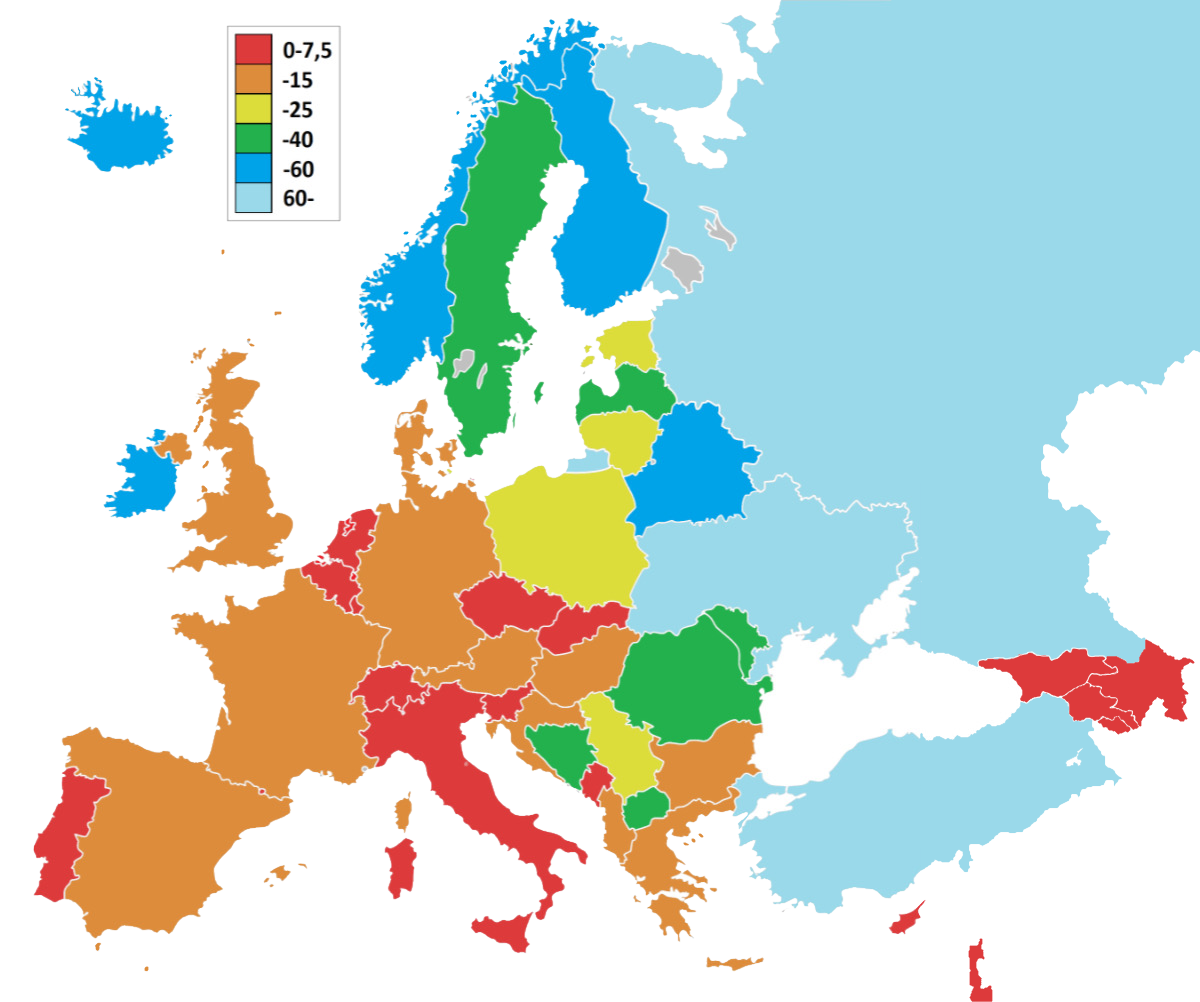
Mapa zobrazující koncentraci památek UNESCO v jednotlivých evropských zemích. Čísla v rámečku udávají kolik tisíc km^{2} připadá na 1 památku UNESCO v daném státě. Červená – nejvyšší hustota, světle modrá – nejnižší hustota.

Jako světové dědictví (anglicky World Heritage) se označují nejrůznější kulturní a přírodní památky po celém světě, které byly pro svou unikátnost vybrány organizací UNESCO a přijaty na Seznam světového dědictví. Na tomto seznamu se nacházejí nejrůznější budovy, hory, jezera, národní parky i celá města. Podle Úmluvy o ochraně světového kulturního a přírodního dědictví z roku 1972 jsou smluvní státy, na jejichž území se dané památky nachází, zavázány jejich ochranou.
V červenci 2025 bylo na seznamu světového dědictví 1 248 položek. Z toho 972 položek kulturního dědictví, 235 přírodního a 41 smíšeného ve 170 státech světa. Česko má na tomto seznamu celkem 17 památek. Dalších 8 položek má Česko v kategorii nehmotného kulturního dědictví.

## Dějiny
Myšlenka spojit péči o ochranu přírodních a kulturních památek lidstva, tedy jakéhosi „světového dědictví“, vznikla ve Spojených státech. Toto spojení vyjadřuje skutečnost, že se člověk a příroda vzájemně ovlivňují a je tedy nezbytná jak ochrana přírody, tak ochrana nejdůležitějších výtvorů lidské činnosti ve vzájemné jednotě. Konference konaná v Bílém domě ve Washingtonu v roce 1965 vyzvala k založení „Nadace světového dědictví“, která by podporovala mezinárodní spolupráci směřující k zachování mimořádně významných přírodních oblastí a historických památek pro současné i budoucí pokolení.
Podobný návrh vypracoval roku 1968 také Mezinárodní svaz ochrany přírody (IUCN) jako doporučení pro své členy. Oba návrhy byly předloženy k diskusi na konferenci OSN o životním prostředí konané ve Stockholmu v roce 1972. 16. listopadu téhož roku byla pak na generální konferenci UNESCO schválena Úmluva o ochraně světového kulturního a přírodního dědictví (The Convention concerning the Protection of World Cultural and Natural Heritage) poměrem hlasů 75 pro, 1 proti, 17 se zdrželo hlasování. V platnost vstoupila dne 17. prosince 1975. Roku 1978 bylo uznáno prvních 12 památek.
ČSFR přistoupila k Úmluvě k 15. listopadu 1990 a závaznou se pro ni stala dnem 15. února 1991. Na základě sukcese je platná pro ČR. Text Úmluvy byl publikován ve Sbírce zákonů č. 159/1991 Sb.
Hlavním posláním Úmluvy je povinnost smluvního státu zabezpečit označení, ochranu, zachování a předávání kulturního a přírodního dědictví budoucím generacím. Stát to zajistí při maximálním využití svých vlastních zdrojů, případně s mezinárodní pomocí a spoluprací.

## Druhy památek
Podle Úmluvy se u jednotlivých památek rozlišuje mezi kulturním a přírodním dědictvím.

### Kulturní dědictví

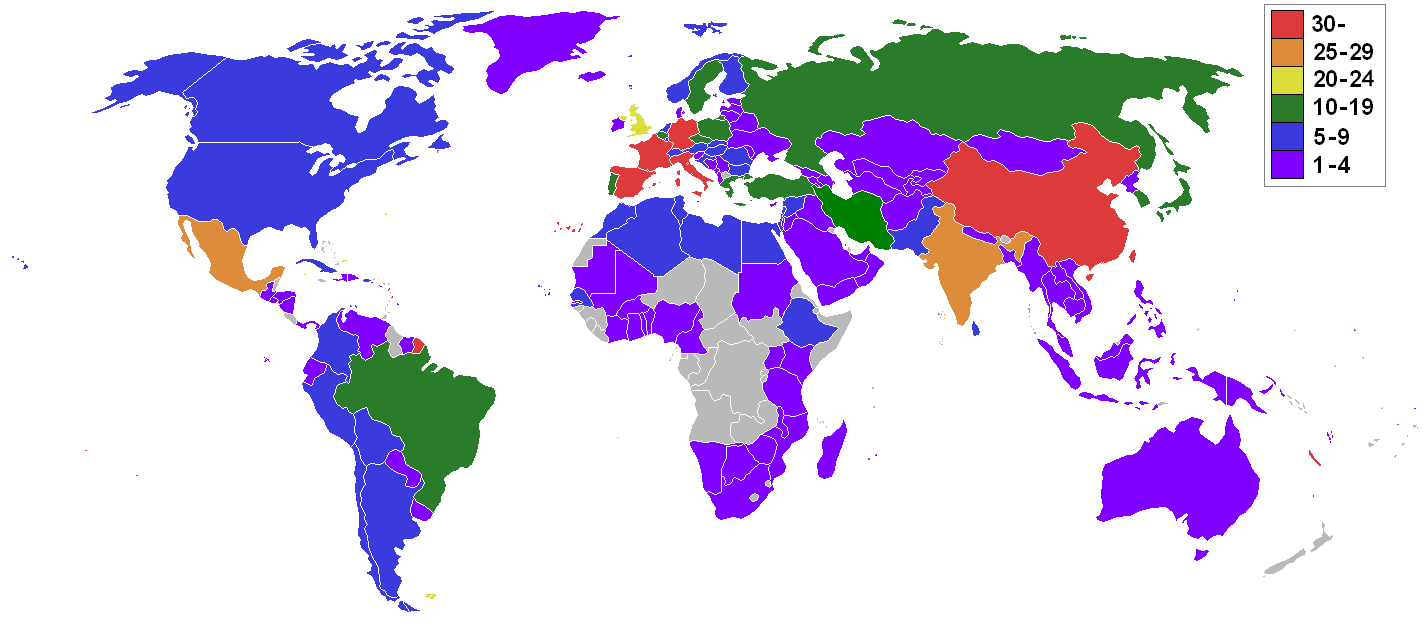
Rozšíření kulturních památek

Za kulturní dědictví jsou považovány:
- památníky (architektonická díla, díla monumentálního sochařství a malířství, prvky či struktury archeologické povahy, nápisy, jeskynní obydlí a kombinace prvků, jež mají výjimečnou světovou hodnotu z hlediska dějin, umění či vědy);
- skupiny budov (skupiny oddělených či spojených budov, které mají z důvodu své architektury, stejnorodosti či umístění v krajině výjimečnou světovou hodnotu z hlediska dějin, umění či vědy);
- lokality (výtvory člověka či kombinovaná díla přírody a člověka a oblasti zahrnující místa archeologických nálezů mající výjimečnou světovou hodnotu z dějinného, estetického, etnologického či antropologického hlediska).

### Přírodní dědictví

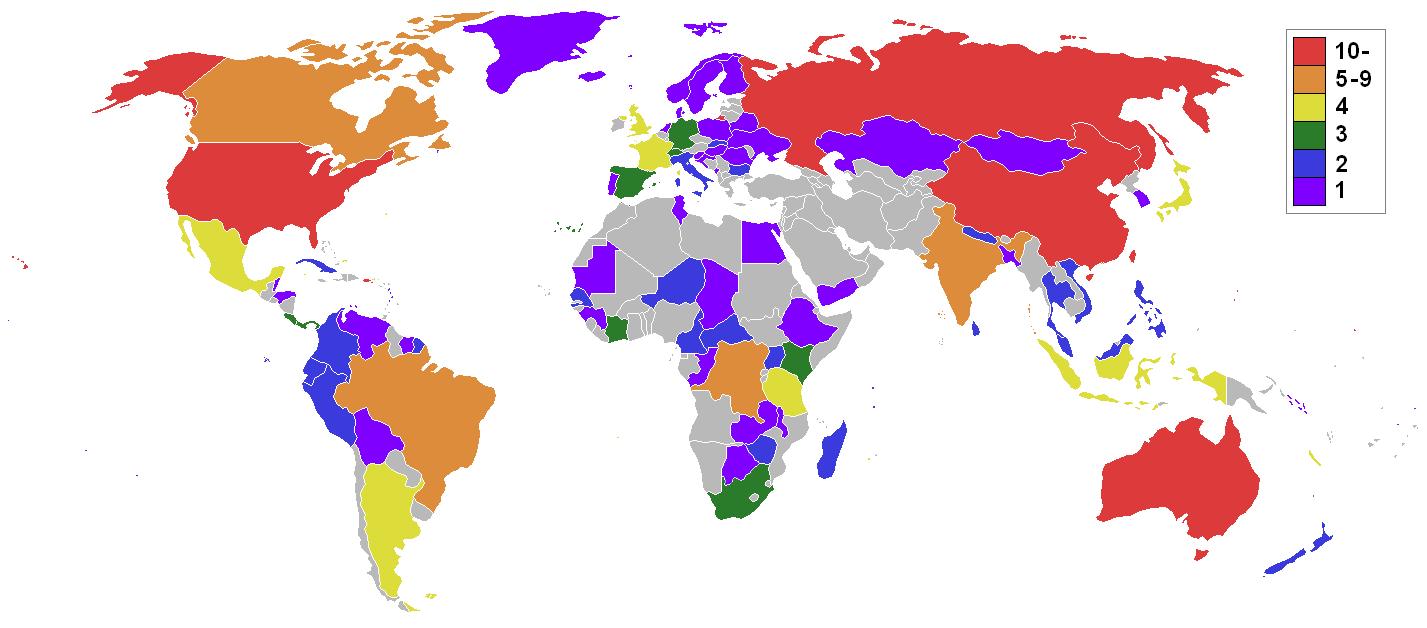
Rozšíření přírodních památek

Za přírodní dědictví jsou považovány:
- přírodní jevy tvořené fyzickými a biologickými útvary nebo skupinami takovýchto útvarů, jež mají výjimečnou světovou hodnotu z estetického či vědeckého hlediska;
- geologické a fyziografické útvary a přesně vymezené oblasti, které tvoří místo přirozeného výskytu ohrožených druhů zvířat a rostlin výjimečné světové hodnoty z hlediska vědy či péče o zachování přírody;
- přírodní lokality, či přesně vymezené přírodní oblasti světové hodnoty z hlediska vědy, péče o zachování přírody nebo přírodní krásy.

## Kritéria
Památky zařazené na Seznam světového dědictví musí splňovat alespoň jedno z deseti kritérií, která byla stanovena organizací UNESCO. Kritéria se označují malými římskými číslicemi. Až do konce roku 2004 byly rozděleny do dvou skupin – na kulturní (i–vi) a přírodní (i–iv). Avšak od roku 2005 bylo číslování spojeno a vzniklo tak označení i–x (přičemž i–vi značí kulturní dědictví, vii–x přírodní dědictví). Není výjimkou, že některé památky splňují i několik kritérií současně.
Kulturní dědictví:
1. je mistrovským dílem tvůrčího talentu člověka, nebo
2. představuje významný mezník v hodnotách člověka (v určité době nebo kulturním období) ve vývoji v architektuře, technice, umění či urbanismu, nebo
3. je jedinečným důkazem o existující nebo už vymizelé civilizaci nebo kulturní tradici, nebo
4. je skvělou ukázkou stavby, architektonického nebo technologického souboru, dokumentující jednu nebo více významných etap v historii lidstva, nebo
5. je skvělou ukázkou určitého způsobu osidlování nebo způsobu využití půdy či moře, typického pro nějakou kulturu, zejména tam, kde hrozí poškození vnějšími či vnitřními vlivy, jejichž dopad by byl nevratný, nebo
6. souvisí přímo nebo specificky s událostmi, s tradicemi, s převratnými myšlenkami, s vyznáním či vírou, s literaturou či uměním majícím univerzální význam (toto kritérium není obvykle používáno samostatně, ale společně s jinými kritérii).

Přírodní dědictví:
1. obsahuje unikátní přírodní fenomén či oblasti výjimečné přírodní krásy a estetického významu, nebo
2. je skvělou ukázkou dokumentující významné fáze přírodního vývoje Země, včetně dokladů o lidské evoluci, ukázkou významných právě probíhajících geologických procesů, případně je významným geomorfologickým či fyziografickým útvarem, nebo
3. je skvělou ukázkou probíhajících ekologických a biologických procesů v rámci evoluce a vývoje pozemních, sladkovodních, pobřežních či mořských ekosystémů a společenstev rostlin a živočichů, nebo
4. obsahuje nejdůležitější a nejvýznamnější přírodní biotopy klíčové pro zachování místní biologické rozmanitosti, včetně takových biotopů, kde se nachází ohrožené druhy rostlin a živočichů výjimečné světové hodnoty z hlediska vědy a ochrany přírody.

## Smluvní státy a jejich závazky
Smluvní státy se zavázaly, že budou usilovat:
1. o přijetí všeobecné politiky zaměřené na posílení úlohy kulturního a přírodního dědictví v životě společenství a začlenění ochrany tohoto dědictví do komplexních plánovacích programů;
2. o vytvoření služeb na ochranu, zachování a prezentování kulturního a přírodního dědictví a příslušnými zaměstnanci, majících prostředky na výkon těchto funkcí, na svých územích tam, kde takového služby neexistují;
3. o rozvinutí vědeckých a technických studií a výzkumu a o vypracování metod práce, se kterými bude stát schopen působit proti nebezpečím, která ohrožují jeho kulturní nebo národní dědictví;
4. o přijetí odpovídajících právních, vědeckých, technických, administrativních a finančních opatření potřebných pro označení, ochranu, zachování, prezentování a obnovu tohoto dědictví; a
5. o podporu při vytváření nebo rozvíjení národních či regionálních středisek pro školení v oblasti ochrany, zachování a prezentování kulturního a přírodního dědictví a o podporování vědeckého výzkumu v této oblasti.

### Výbor pro světové dědictví
V rámci UNESCO byl ustaven Mezivládní výbor pro ochranu kulturního a přírodního dědictví výjimečné světové hodnoty, nazývaný „Výbor pro světové dědictví“. Tento výbor založil, aktualizuje a publikuje „Seznam světového dědictví“.
Seznam je veřejně dostupný na rozsáhlém webovém portálu, který spravuje Centrum Světového dědictví (francouzsky Centre du patrimoine mondial, anglicky World Heritage Centre).,  jež je součástí UNESCO a sídlí v Paříži. Toto centrum plní řadu funkcí ve vztahu ke světovému dědictví a organizuje zasedání Výboru pro světové dědictví, odborné semináře a workshopy.

### Soupis vlastnictví
Každý smluvní stát má právo předložit Výboru pro světové dědictví soupis vlastnictví tvořícího součást kulturního a přírodního dědictví, který se nachází na jeho území. Výbor stanovil přesná kritéria, která musí být splněna, aby byl návrh zařazen na Seznam. Kritéria lze nalézt na internetových stránkách UNESCO.

### Seznam světového dědictví v ohrožení
Vedle tohoto Seznamu je veden „Seznam světového dědictví v ohrožení“, seznam vlastnictví uvedeného v „Seznamu světového dědictví“, na jehož zachování jsou potřebné větší operace. Do tohoto seznamu může být zahrnuto pouze takové vlastnictví, které tvoří součást kulturního a přírodního dědictví a hrozí mu závažné a zvláštní nebezpečí, jako je hrozba zmizení vyvolaná zrychleným chátráním, rozsáhlými veřejnými či soukromými projekty rychlého urbanistického či turistického rozvoje; ničení vyvolané změnami v používání či vlastnictví půdy, velké změny, jejichž příčina je neznáma; opuštění z jakéhokoliv důvodu; vypuknutí či hrozba ozbrojeného konfliktu; kalamity a pohromy hrozivé požáry, zemětřesení a sesuvy půdy; sopečné erupce; změny hladiny vody, záplavy a přílivové vlny.

### Fond světového dědictví
Dále byl vytvořen Fond na ochranu světového kulturního a přírodního dědictví výjimečně světové hodnoty, nazývaný „Fond světového dědictví“.
Zdroje Fondu tvoří:
- povinné a dobrovolné příspěvky smluvních států,
- příspěvky, dary nebo odkazy, jež mohou poskytnout:
  - jiné státy;
  - UNESCO, jiné organizace v rámci systému OSN, zejména UNDP či jiné mezivládní organizace;
  - veřejné či soukromé orgány nebo jednotlivci;
- jakékoliv úroky připadající na zdroje Fondu;
- fondy vzniklé sbírkami a příjmy z akcí organizovaných ve prospěch Fondu; a
- veškeré další zdroje, jež jsou v souladu s předpisy Fondu, jak jsou navrženy Výborem pro světové dědictví.

### Pomoc poskytovaná Výborem
Pomoc poskytovaná Výborem pro světové dědictví může zahrnovat následující formy:
1. výzkumy týkající se uměleckých, vědeckých a technických problémů vyplývajících z ochrany, zachování, prezentování a obnovy kulturního a přírodního dědictví;
2. ustanovení expertů, techniků a zkušených pracovníků, aby bylo zajištěno správné provedení prací;
3. školení pracovníků a specialistů na všech úrovních v oblasti označení, ochrany, zachování, prezentování a obnovy kulturního a přírodního dědictví;
4. dodání zařízení, které dotyčný stát nevlastní nebo nemůže získat;

půjčky s nízkým úrokem nebo bezúročné půjčky splatné na dlouhodobém základě;
ve výjimečných případech a ze zvláštních důvodů poskytnutí nenávratných příspěvků.

## Zasedání
Jednotlivá zasedání Výboru pro světové dědictví se konají několikrát do roka. Na těchto zasedáních se projednává správa stávajících památek ze seznamu světového dědictví a přijímají se nominační dokumenty z jednotlivých států. Vrcholem těchto zasedání bývá to, během kterého se vyhlašují nové památky, které se budou připisovat na seznam. Konají se v různých státech, poměrně často pak v Paříži, kde má Výbor pro světové dědictví své sídlo. Následující tabulka zachycuje místo a data konání jednotlivých zasedání.
| Zasedání | Rok  | Datum                                  | Hostující město | Stát                   |
| -------- | ---- | -------------------------------------- | --------------- | ---------------------- |
| 1        | 1977 | 27. června – 1. července               | Paříž           | Francie                |
| 2        | 1978 | 5. září – 8. září                      | Washington      | Spojené státy americké |
| 3        | 1979 | 22. října – 26. října                  | Káhira a Luxor  | Egypt                  |
| 4        | 1980 | 1. září – 5. září                      | Paříž           | Francie                |
| 5        | 1981 | 26. října – 30. října                  | Sydney          | Austrálie              |
| 6        | 1982 | 13. prosince – 17. prosince            | Paříž           | Francie                |
| 7        | 1983 | 5. prosince – 9. prosince              | Florencie       | Itálie                 |
| 8        | 1984 | 29. října – 2. listopadu               | Buenos Aires    | Argentina              |
| 9        | 1985 | 2. prosince – 6. prosince              | Istanbul        | Turecko                |
| 10       | 1986 | 24. listopadu – 28. listopadu          | Paříž           | Francie                |
| 11       | 1987 | 7. prosince – 11. prosince             | Paříž           | Francie                |
| 12       | 1988 | 5. prosince – 9. prosince              | Brasília        | Brazílie               |
| 13       | 1989 | 11. prosince – 15. prosince            | Paříž           | Francie                |
| 14       | 1990 | 7. prosince – 12. prosince             | Banff           | Kanada                 |
| 15       | 1991 | 9. prosince – 13. prosince             | Kartágo         | Tunisko                |
| 16       | 1992 | 7. prosince – 14. prosince             | Santa Fé        | Spojené státy americké |
| 17       | 1993 | 6. prosince – 11. prosince             | Cartagena       | Kolumbie               |
| 18       | 1994 | 12. prosince – 17. prosince            | Phuket          | Thajsko                |
| 19       | 1995 | 4. prosince – 9. prosince              | Berlín          | Německo                |
| 20       | 1996 | 2. prosince – 7. prosince              | Mérida          | Mexiko                 |
| 21       | 1997 | 1. prosince – 6. prosince              | Neapol          | Itálie                 |
| 22       | 1998 | 30. listopadu – 5. prosince            | Kjóto           | Japonsko               |
| 23       | 1999 | 29. listopadu – 4. prosince            | Marrákéš        | Maroko                 |
| 24       | 2000 | 27. listopadu – 2. prosince            | Cairns          | Austrálie              |
| 25       | 2001 | 11. prosince – 16. prosince            | Helsinky        | Finsko                 |
| 26       | 2002 | 24. června – 29. června                | Budapešť        | Maďarsko               |
| 27       | 2003 | 30. června – 5. července               | Paříž           | Francie                |
| 28       | 2004 | 28. června – 7. července               | Su-čou          | Čína                   |
| 29       | 2005 | 10. července – 17. července            | Durban          | Jižní Afrika           |
| 30       | 2006 | 8. července – 16. července             | Vilnius         | Litva                  |
| 31       | 2007 | 23. června – 1. července               | Christchurch    | Nový Zéland            |
| 32       | 2008 | 2. července – 10. července             | Québec          | Kanada                 |
| 33       | 2009 | 22. června – 30. června                | Sevilla         | Španělsko              |
| 34       | 2010 | 25. července – 3. srpna                | Brasília        | Brazílie               |
| 35       | 2011 | 19. června – 29. června                | Paříž           | Francie                |
| 36       | 2012 | 25. června – 5. července               | Petrohrad       | Rusko                  |
| 37       | 2013 | 17. června – 27. června                | Phnompenh       | Kambodža               |
| 38       | 2014 | 17. června – 25. června                | Dauhá           | Katar                  |
| 39       | 2015 | 28. června – 8. července               | Bonn            | Německo                |
| 40       | 2016 | 10. července – 17. července            | Istanbul        | Turecko                |
| 41       | 2017 | 2. července – 12. července             | Krakov          | Polsko                 |
| 42       | 2018 | 24. června – 4. července               | Manáma          | Bahrajn                |
| 43       | 2019 | 30. června – 10. července              | Baku            | Ázerbájdžán            |
| —        | 2020 | Zrušeno kvůli pandemii covidu-19       | Fu-čou          | Čína                   |
| 44       | 2021 | 16. července – 31. července            | Fu-čou          | Čína                   |
| —        | 2022 | Zrušeno kvůli Ruské invazi na Ukrajinu | Kazaň           | Rusko                  |
| 45       | 2023 | 10. září – 25. září                    | Rijád           | Saúdská Arábie         |
| 46       | 2024 | 21. července – 31. července            | Nové Dillí      | Indie                  |
| 47       | 2025 | června – července                      | Sofie           | Bulharsko              |

## Seznam světového dědictví v roce 2025

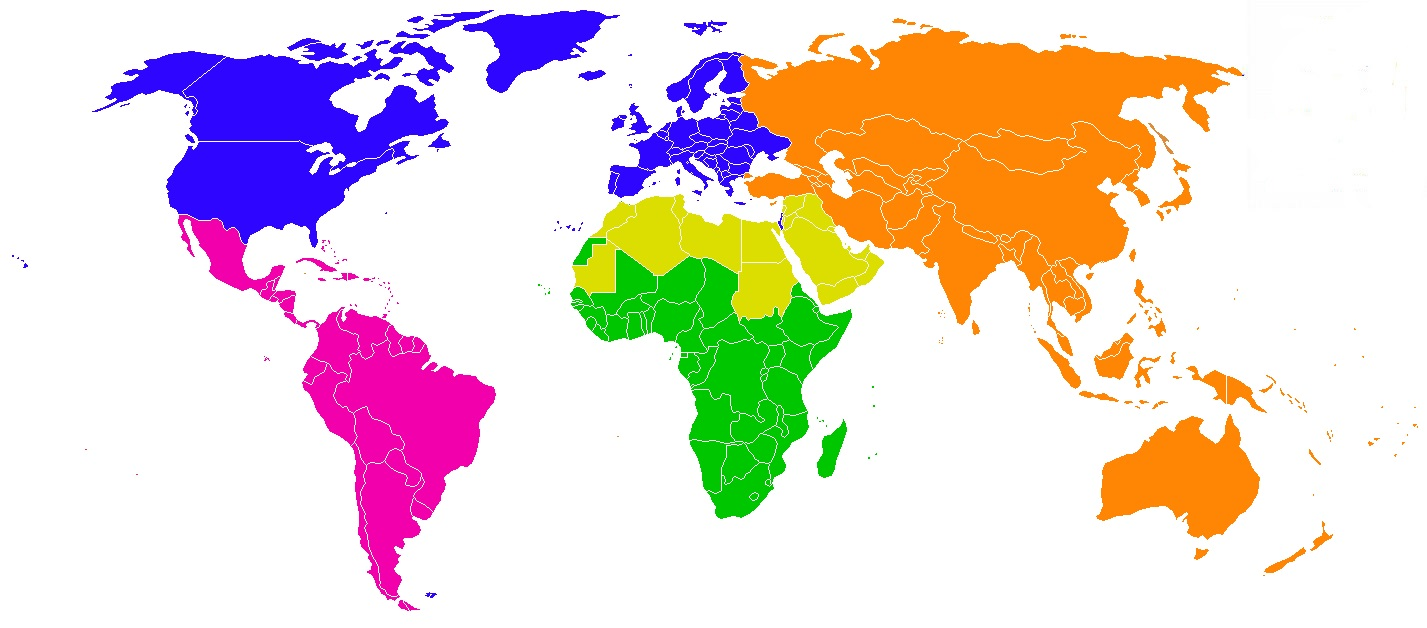
5 geografických oblastí Země dle UNESCO:
Afrika
Arabské státy
Asie a Pacifik
Evropa a Severní Amerika
Latinská Amerika a Karibik

V červenci 2025 bylo na seznamu světového dědictví 1 248 položek. Z toho 972 položek kulturního dědictví, 235 přírodního a 41 smíšeného ve 170 státech světa.
| Region                     | Kulturní dědictví | Přírodní dědictví | Smíšené dědictví | Celkem položek | Procentuální vyjádření | Počet států |
| -------------------------- | ----------------- | ----------------- | ---------------- | -------------- | ---------------------- | ----------- |
| Afrika                     | 63                | 44                | 5                | 112            | 8,97                   | 38          |
| Arabské státy              | 88                | 6                 | 3                | 96             | 7,77                   | 18          |
| Asie a Pacifik             | 220               | 73                | 12               | 306            | 24,52                  | 36          |
| Evropa a Severní Amerika   | 496               | 72                | 12               | 580            | 46,47                  | 50          |
| Latinská Amerika a Karibik | 105               | 40                | 8                | 153            | 12,26                  | 28          |
| CELKEM                     | 972               | 235               | 41               | 1248           | 100                    | 170         |

Mezi jednotlivými státy se nejvíce památek světového dědictví nachází v Itálii (61), Číně (60), Německu (55), Francii (54), Španělsku (50). Česko má těchto památek 17. Následující srovnávací graf zachycuje státy, které mají deset a více památek světového dědictví:

## Seznam
Pro přehlednost je seznam památek světového dědictví rozdělen následovně:
- Seznam světového dědictví v Africe
- Seznam světového dědictví v Latinské Americe a Karibiku
  - Antigua a Barbuda až Kuba
  - Mexiko až Venezuela
- Seznam světového dědictví v Severní Americe
- Seznam světového dědictví v arabských státech
- Seznam světového dědictví v Asii
  - Afghánistán až Írán
  - Japonsko až Vietnam
- Seznam světového dědictví v Austrálii a Oceánii
- Seznam světového dědictví v Evropě
  - Česko
  - Albánie až Chorvatsko
  - Irsko až Moldavsko
  - Německo až Ruská federace
  - Řecko až Vatikán

a do:
- Seznamu světového dědictví v ohrožení